# Circuit urbain Anhembi
Le Circuit urbain Anhembi de Sao Paulo est un circuit automobile urbain temporaire tracé dans les rues de la ville de São Paulo (Brésil) sur le site du célèbre Sambadrome.
Il accueille une fois par an le Grand Prix Indy de Sao Paulo disputé dans le cadre du championnat IndyCar Series.